# Dendrobium barbatulum
Dendrobium barbatulum là một loài lan trong chi Lan hoàng thảo.